# James Boyle Uniacke
James Boyle Uniacke (né en 1799 à Halifax en Nouvelle-Écosse et décédé le 26 mars 1858 dans la même ville) était un homme politique qui dirigea le premier gouvernement responsable du Canada. Il fut le premier premier ministre de la Nouvelle-Écosse de 1848 à 1854 servant en même temps de procureur général de la colonie.